# Напо (провінція)
Провінція Напо (ісп. Provincia de Napo) — провінція Еквадору, розташована більшою частиною в Амазонській низовині і частково в Еквадорських Андах. Населення провінції — 91 тис. мешканців, її столиця — місто Тено. Провінція поділяється на 5 кантонів.
| Еквадор | Це незавершена стаття з географії Еквадору. Ви можете допомогти проєкту, виправивши або дописавши її. |